# Ar-Ramadí
Abu-Úmar Yussuf ibn Harun al-Kindí al-Qurtubí ar-Ramadí (àrab: أبو عمر يوسف بن هارون الكندي القرطبي الرمادي, Abū ʿUmar Yūsuf b. Hārūn al-Kindī al-Qurṭubī ar-Ramādī), més conegut senzillament com a ar-Ramadí, fou un poeta andalusí del segle x, mort el 1013. Va viure generalment a Còrdova (excepte els tres anys que va passar a l'exili, a Saragossa) i segurament n'era originari; la suposició que era originari del poble d'Al-Rammada, entre la ciutat de Barca i Alexandria, s'ha de descartar i és més probable que el seu malnom ètnic derivi de ramad (‘cendre’) perquè es devia dedicar de jove a comerciar amb cendra. Fou el poeta oficial del califa al-Hàkam II i després del seu fill Hixam II. Va dedicar obres d'amor a una misteriosa dona de nom Khalwa (que només va veure una vegada), però després també a un noi mossàrab al que anomena Yahya (també l'esmenta com a Nussayr).